# Ragnar Ringstad
Ragnar Ringstad – norweski biegacz narciarski, srebrny medalista mistrzostw świata. W 1938 roku wystartował na mistrzostwach świata w Lahti. Osiągnął tam największy sukces w swojej karierze wspólnie z Olavem Økernem, Arne Larsenem i Larsem Bergendahlem zdobywając srebrny medal w sztafecie 4x10 km. Na tych samych mistrzostwach zajął 24. miejsce w biegu na 18 km techniką klasyczną.

## Osiągnięcia

### Mistrzostwa świata
| Miejsce | Dzień     | Rok  | Miejscowość | Konkurencja          | Czas biegu | Strata | Zwycięzca      |
| ------- | --------- | ---- | ----------- | -------------------- | ---------- | ------ | -------------- |
| 24.     | 25 lutego | 1938 | Lahti       | 18 stylem klasycznym | 1:09:37    | +4:25  | Pauli Pitkänen |
| 2.      | 28 lutego | 1938 | Lahti       | Sztafeta 4x10 km     | 2:38:42    | +3:48  | Finlandia      |